# Зелёный (Краснодарский край)
Зелёный — посёлок в Тихорецком районе Краснодарского края России. Входит в Парковского сельского поселения.

## Население
| 2002 | 2010 |
| ---- | ---- |
| 586  | ↘574 |

## Уличная сеть
- пер. Ленина,
- пер. Степной,
- ул. Комарова,
- ул. Комсомольская,
- ул. Ленина,
- ул. Мичурина,
- ул. Пушкина,
- ул. Садовая[4].